# Kościół Najczystszego Serca Maryi w Warszawie
Kościół Najczystszego Serca Maryi w Warszawie – rzymskokatolicki kościół parafialny należący do parafii pod tym samym wezwaniem (dekanat grochowski diecezji warszawsko-praskiej). Znajduje się w warszawskiej dzielnicy Praga-Południe, na terenie Grochowa tuż obok placu Piotra Szembeka.
Jest to kościół-pomnik ku czci pamięci o poległych w bitwie o Olszynkę Grochowską.
Został on konsekrowany przez kardynała Stefana Wyszyńskiego 30 października 1949.

## Budowa
Plac, na którym miała stanąć świątynia wraz z plebanią został ofiarowany przez Jana Łaskiego. Budowę według projektu architekta Andrzeja Boniego rozpoczęto w 1934 roku po poświęceniu przez kardynała Aleksandra Kakowskiego kamienia węgielnego 10 czerwca tego roku. Prace nadzorował ks. Jan Sztuka. Budynek w stanie surowym ukończono w 1941 roku, a całkowicie dokończono w 1946. W 1997 roku rozpoczęto prace nad ogrodzeniem kościoła.
W czasie kopania fundamentów, natrafiono na dwie zbiorowe mogiły powstańcze. Prochy poległych były umieszczane w symbolicznym grobowcu na Olszynce Grochowskiej.

## II wojna światowa
Podczas okupacji hitlerowskiej trwały prace wykończeniowe przy kościele. Zostały one przerwane, gdy wybuchło powstanie warszawskie. Świątynia nie została poważnie zniszczona podczas działań zbrojnych. Straty to nieznacznie uszkodzony dach i mury od strony północnej. Niemcy planowali wysadzenie budynku, ale nie zdążyli zrealizować tego planu.

## Architektura[3]

### Konstrukcja
Fundamenty zostały wykonane z ław żelbetowych. Szkielet budynku został wykonany z żelbetu. Ściany są wypełnione pełną cegłą ceramiczną, obustronnie tynkowane tynkiem cementowo-wapiennym, malowane. Dolne części ścian obłożone są wykładzinami z marmuru. Na pilastrach i kolumnach znajdują się kolorowe stiuki. Sklepienia nad nawami, prezbiterium i salką katechetyczną nawiązują formą do ostrołukowych, krzyżowo-żebrowych sklepień gotyckich. Nad chórem sklepienie kryształowe. Nad podpiwniczeniem oraz nad zakrystiami sklepienie żelbetowe, wylewane. Więźba dachowa nad korpusem głównym o nietypowej konstrukcji oparta jest na wylewanych elementach żelbetowych. Deskowanie połaci dachowych jest wykonane z drewna. Pokrycie dachu oraz rynny i rury spustowe wykonane są z blachy miedzianej. W piwnicy podłoga jest w formie wylewki cementowej. We wnętrzu na podłodze znajduje się wielobarwne lastriko we wzory geometryczne. W prezbiterium i w kaplicy Najświętszej Maryi Panny posadzka ułożona jest z płytek kamiennych. Schody prowadzące na chór oraz wieżę są żelbetowe, wspornikowe, dwubiegowe, wykończone lastriko. Okna w nawach bocznych wysmukłe, ostrołukowe i podwójne. W prezbiterium, na chórze i w ścianach bocznych transeptu okna są szersze, wysmukłe, trójdzielne i podwójnie szklone. Są zakończone elementami wzorowanymi na gotyckich maswerkach oraz posiadają wypełnienia witrażowe. W lunetach sklepienia oraz nad nawą główną znajdują się małe okrągłe okienka. Na wieży są wąskie, prostokątne prześwity o ostrołukowych końcach. Stolarka okienna metalowa. Drzwi są drewniane, filungowe. Zewnętrzne są masywne, a wewnętrzne częściowo przeszklone.

### Rzut
Kościół zbudowany jest na planie krzyża łacińskiego. Korpus główny jest trójnawowy, nieorientowany. Nawy są poprzedzone kruchtami. Wejście główne znajduje się od strony południowej. Przy pierwszym przęśle naw bocznych wydzielone są dwie kaplice: po stronie zachodniej Matki Boskiej Fatimskiej, od strony wschodniej świętego Antoniego Padewskiego. Przy ostatnich przęsłach naw bocznych, przed transeptem, kruchty są sklepione. W transepcie znajdują się dwa ołtarze boczne: Miłosiernego Pana Jezusa i Świętej Rodziny. W transepcie po zachodniej stronie prezbiterium znajduje się wejścia do kaplicy Najświętszej Maryi Panny a po wschodniej stronie przejście do zakrystii, piwnicy oraz salki katechetycznej. Prezbiterium zbudowane jest na planie zbliżonym do kwadratu. Wyżej ściany przechodzą w trójboczne zamknięcie.

### Elewacja
Od strony południowej znajdują się trzy portale wejściowe zwieńczone trójkątnymi szczytami. Boczne portale ozdobione są elementami nawiązującymi do gotyckich maswerków. Nad środkowym wejściem znajduje się figura Najświętszej Maryi Panny. Liczne wystające, pionowe elementy konstrukcyjne nawiązują do gotyckiego oszkarpowania ścian. Kościół posiada wysoką, trójkondygnacyjną wieżę zbudowaną na planie kwadratu z licznymi elementami dekoracyjnymi. Okna i przezrocza nawiązują do gotyckich triforiów i biforiów. Ostatnia kondygnacja wieży zbudowana jest na planie ośmioboku. Posiada ona w górnej części formy nawiązujące do gotyckich pinakli. Jest zwieńczona ośmiobocznym, wysmukłym hełmem zakończonym metalowym krzyżem. Na wieży jest zegar.
Ściany boczne posiadają wiele pionowych elementów.
Zakończenie prezbiterium jest flankowane niskimi wieżyczkami z sygnaturkami.

### Wnętrze
Wnętrze jest trójnawowe. Nawy wydzielone są ostrołukowymi arkadami wspartymi na czworobocznych filarach. Od strony nawy głównej, pomiędzy łukami arkad i w transepcie znajdują się figury aniołów. Nawa główna i prezbiterium jest równej wysokości. Za ołtarzem głównym usytuowana jest wysoka figura Matki Boskiej. Ołtarze boczne wykonane są z marmuru. Ambona wsparta jest na ośmiobocznym słupie i razem z nim obłożona płytkami marmurowymi. Konfesjonały są wykonane z drewna z dekoracjami w stylu gotyckim. W kruchcie wiszą tablice memoratywne poświęcone pierwszemu proboszczowi parafii - ks. prałatowi Janie Sztuce, budowniczemu kościoła, ofiarodawcy działki oraz inne upamiętniające żołnierzy walczących w Bitwie o Olszynką Grochowską. W kościele znajduje się krypta grobowa ks. Jana Sztuki, umieszczona pod kaplicą nawy bocznej, przy ołtarzu Matki Boskiej Częstochowskiej. Organy posiadają 56 głosów.

## Większe prace remontowe
W latach 80. kościół został przyłączony do miejskiej sieci ciepłowniczej w związku z czym rozebrano komin od nieczynnej dzisiaj kotłowni.
29 maja 2018 zamontowano na wieży nowy krzyż. Poprzedni został uszkodzony po wichurze w marcu 2017.
W latach 2019–2021 wymieniono blachę miedzianą na dachu oraz zamontowano monitoring.